# Los anormales
Hector “El Bambino” Presenta: Los Anormales es un álbum recopilatorio de varios artistas, presentado por el cantante puertorriqueño Héctor “El Bambino”. Fue publicado el 21 de diciembre de 2004 bajo su propia compañía discográfica Gold Star Music, mientras la distribución estuvo a cargo de Universal Music Latino. Cuenta con las participaciones de Daddy Yankee, Don Omar, Tito el Bambino, Divino, Ángel & Khriz, Trebol Clan entre otros.
En Puerto Rico consiguió vender más de 130 000 copias en sólo dos días, mientras a nivel mundial ha vendido más de 200 000 copias. En 2019, el álbum fue relanzado para las tiendas digitales en alianza con BMG.

## Lista de canciones
| N.º | Título                                                  | Productor(es)              | Duración |  |
| 1.  | «Intro» (Héctor “El Bambino”)                           | Santana                    | 0:36     |  |
| 2.  | «Noche de terror» (Héctor & Tito)                       | Luny Tunes · Nely          | 3:28     |  |
| 3.  | «Salvaje» (Don Omar)                                    | Luny Tunes · Nely          | 2:16     |  |
| 4.  | «Machete» (Daddy Yankee)                                | DJ Urba & Monserrate       | 3:02     |  |
| 5.  | «Agárrate» (Trébol Clan)                                | DJ Joe                     | 2:56     |  |
| 6.  | «Llégale» (Divino)                                      | Luny Tunes · Nely          | 3:04     |  |
| 7.  | «Mirándonos» (Zion con Héctor “El Bambino”)             | Nely · Naldo               | 3:15     |  |
| 8.  | «La cuatrera» (Jomar)                                   | Nesty · Nely               | 2:14     |  |
| 9.  | «Gata Michu Michu» (Alexis & Fido)                      | Luny Tunes · Naldo · Nesty | 3:03     |  |
| 10. | «Vamos pa' la Calle» (Héctor “El Bambino”)              | Nesty · Naldo              | 4:33     |  |
| 11. | «Malvada» (Banda Algarete con Jomar)                    | Luny Tunes · Nely          | 2:24     |  |
| 12. | «Yo sigo aquí» (Héctor “El Bambino” con Naldo)          | Nely · Santana             | 2:44     |  |
| 13. | «Contacto» (Yaviah)                                     | Luny Tunes · Nely · Naldo  | 3:25     |  |
| 14. | «Tú y yo» (Trébol Clan)                                 | DJ Joe                     | 3:22     |  |
| 15. | «Vámonos» (Ángel Doze)                                  | Nely · Bones               | 2:44     |  |
| 16. | «Pasan los días» (Ángel & Khriz)                        | DJ Giann · Santana         | 3:03     |  |
| 17. | «Tu cuerpo me está tentando» (Guayo Man con Ñengo Flow) | DJ Joe                     | 3:17     |  |

## Posicionamiento en listas
| Listas (2004)                     | Mejor posición |
| --------------------------------- | -------------- |
| Estados Unidos (Reggae Albums)    | 1              |
| Estados Unidos (Top Latin Albums) | 4              |

## Certificaciones
| País (Certificador) | Certificación   | Ventas certificadas |
| --- | --------------- | ------------------- |
| Certificaciones de Los Anormales |                 |                     |
| Estados Unidos (RIAA) | Platino (Latin) | 100 000^            |
| *cifras de ventas basadas únicamente en la certificación ^cifras de envíos basadas únicamente en la certificación xcifras no especificadas basadas únicamente en la certificación |                 |                     |